# Woodstock (Illinois)
Pour les articles homonymes, voir Woodstock.
La ville de Woodstock est le siège du comté de McHenry, dans l’État de l’Illinois, aux États-Unis. Sa population s’élevait à 24 770 habitants lors du recensement de 2010, estimée à 25 085 habitants en 2016. 
Woodstock est située à une centaine de kilomètres au nord de Chicago.

## À noter
Woodstock est le lieu de tournage de la majorité des scènes du film Un jour sans fin (titre original : Groundhog Day) avec Bill Murray et Andie MacDowell.